# 3306 Бајрон
3306 Бајрон (енгл. 3306 Byron) је астероид главног астероидног појаса са средњом удаљеношћу од Сунца која износи 2,247 астрономских јединица (АЈ).
Апсолутна магнитуда астероида је 12,7.